# Göran Zettergren

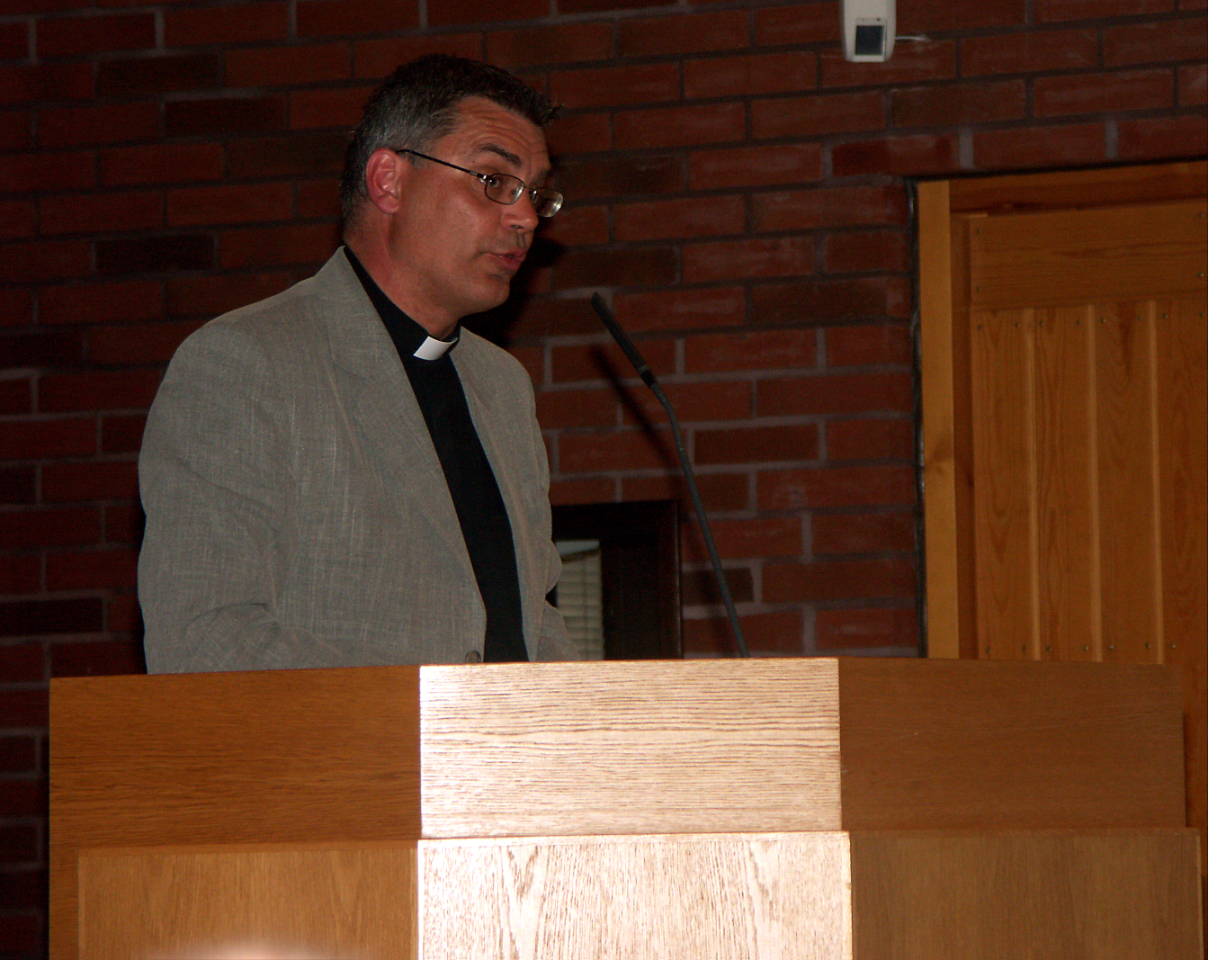
Göran Zettergren predikar i Rosengårdskyrkan i Helsingborg.

Lars Göran Zettergren, född 30 maj 1954 i Huskvarna församling i Jönköpings län, är en svensk pastor. Han var 2004 till 2011 missionsföreståndare för Svenska Missionskyrkan, det vill säga kyrkans andliga ledare och främsta företrädare.

## Bakgrund
Göran Zettergren tillhör en familj med frikyrkotraditioner. Fadern Sten-Sture Zettergren var pastor och sångförfattare och modern hette Birgit Malm. Farfar Manne Zettergren var också pastor och hade sin sista tjänst som missionssekreterare i dåvarande Missionsförbundet. Brodern Christer Zettergren har varit generalsekreterare i Svenska Röda Korset.

## Uppdrag och pastorstjänst
Zettergren ordinerades som pastor i dåvarande Svenska Missionsförbundet efter studier vid Teologiska Seminariet. Han har haft tjänst som pastor i flera församlingar inom samfundet, innan han valdes till distriktsföreståndare för Västra Götalands distrikt av Svenska Missionskyrkan.
Den 1 augusti 2004 tillträdde Göran Zettergren som missionsföreståndare för Svenska Missionskyrkan. Nomineringsprocessen till uppdraget hade då pågått sedan oktober föregående år, till följd av att dåvarande misisonsföreståndaren Krister Andersson aviserat sin avgång. Sammanlagt nominerades 25 personer till uppdraget, varav nio ställde sig till förfogande eller deltog i intervjuförfarande. Kyrkostyrelsen nominerade slutligen Göran Zettergren enhälligt, och han valdes den 20 maj 2004 på kyrkokonferensen i Västerås. Som kyrkoledare har han även fungerat som ordförande för Sveriges Kristna Råd 2005-2006.
Under 2010 kallade Betlehemskyrkan i Göteborg Göran Zettergren till församlingsföreståndare. Han lämnade därför sitt uppdrag som missionsföreståndare den 31 augusti 2011, ett år före mandatperiodens slut. 1 september 2011 tillträde han tjänsten som pastor och föreståndare i Betlehemskyrkan i Göteborg.

## Ledarskap som missionsföreståndare
Under Zettergrens ledarskap har Svenska Missionskyrkan genomgått flera omfattande förändringsprocesser, där ekumenik stått i förgrunden. Det gäller bland annat det samarbetsavtal som kyrkan slöt med Svenska kyrkan 2006, som i stort innebär att de båda trossamfunden erkänner varandras präster, pastorer och kyrkliga gärningar samt lägger grunden för utökat samarbete på lokal nivå.
Tongivande för hela hans mandatperiod är dock den process för att bilda en ny gemensam kyrka som Missionskyrkan bedrivit tillsammans med Metodistkyrkan i Sverige och Svenska Baptistsamfundet. På respektive kyrkokonferens beslutade de tre parterna 2007 att bekräfta en ekumenisk överenskommelse och ge styrelserna i uppdrag att arbeta för en gemensam framtid. Processen har därefter tagit ytterligare några år, och som missionsföreståndare har Zettergren tillsammans med Baptistsamfundets missionsföreståndare Karin Wiborn och Metodistkyrkans biskop Christian Alstedt ingått i projektets ledning. Den 4 juni 2011 samlades slutligen ombud från de tre kyrkornas församlingar till ett bildarmöte, där de gemensamt beslutade att bilda en ny kyrka, arbetet går tills vidare under namnet Gemensam Framtid.
Under Zettergrens ledning har kyrkan också gjort ansatser till att ta beslut om ett förhållningssätt till samkönade samlevnadsformer, och då främst äktenskapet. I november 2009 beslutade kyrkostyrelsen att församlingarna själva kan besluta att viga samkönade par. Frågan har sedan dess behandlats ytterligare på kyrkokonferensen i maj 2010 och är nu överlämnad för att hanteras av det nya kyrkosamfundet.